# Brécey
Brécey é uma comuna francesa na região administrativa da Normandia, no departamento Mancha. Estende-se por uma área de 20,92 km². Em 2010 a comuna tinha 2 285 habitantes (densidade: 109,2 hab./km²).